# Église Saint-Hilaire d'Arquizat
Pour les articles homonymes, voir Église Saint-Hilaire.
L'église Saint-Hilaire d'Arquizat est une église romane située au village d'Arquizat de la commune de Miglos, dans le département de l'Ariège, en France.

## Description
C'est une église romane à trois nefs et avec un clocher carré haut de 30 m de style roman andorran avec cinq rangées de fenêtres, dont trois géminées. Elle est couverte en ardoise.

## Localisation
Elle se trouve à 768 m d'altitude, au cœur du village.

## Historique
Des documents attestent de son existence dès le XIe siècle. Elle a été donnée au début du XIIe siècle à l'abbaye de Saint-Sernin de Toulouse dont elle fut un prieuré. Le bâtiment a ensuite régulièrement évolué, notamment au XIVe siècle où les voûtes en pierre de style roman ont été réalisées par Arnaud de Savignac, maçon à Tarascon, conformément à une charte signée le 3 août 1309.
Elle fait l'objet d'une inscription au titre des monuments historiques par arrêté du 27 décembre 1973.

## Mobilier
La base Palissy inventorie et décrit 11 objets protégés dont 3 statues et une statuette.

## Galerie

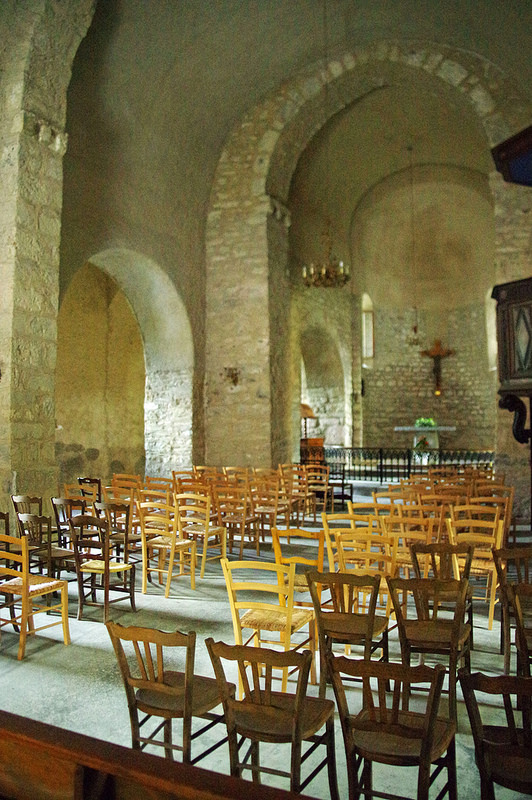
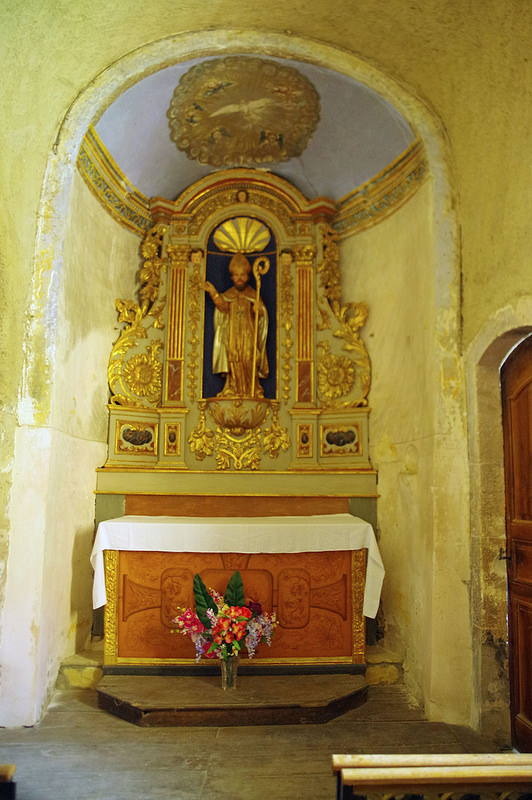

## Valorisation du patrimoine
L'Association pour la rénovation de l'église de Miglos-Arquizat veille sur le patrimoine.